# Mirosternus pusillus
Mirosternus pusillus är en skalbaggsart som beskrevs av Perkins 1910. Mirosternus pusillus ingår i släktet Mirosternus och familjen trägnagare. Inga underarter finns listade i Catalogue of Life.